# 완산주

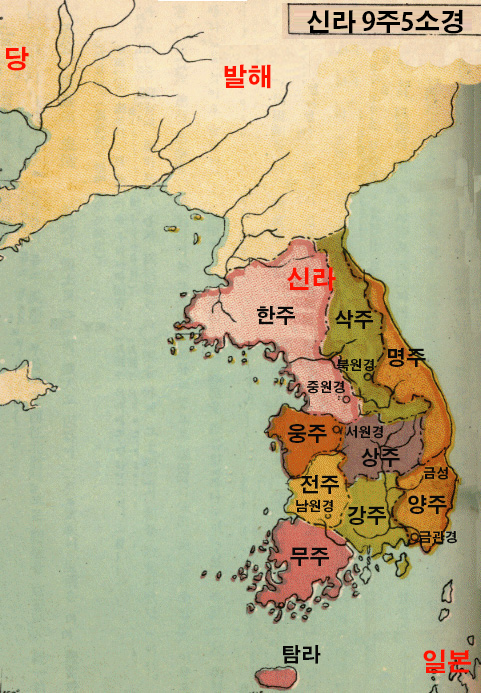
남북국 시대 신라의 9주 5소경

완산주(完山州) 또는 전주(全州)는 신라의 광역 행정구역인 9주 5소경의 한 주(州)이다. 주치(州治)는 지금의 전주시이고 1개 소경 10개 군 31개 현이 소속되어 있으며 직접 관할하는 현은 3개이다. 영역은 지금의 전북특별자치도 일대와 충청남도의 남부 일부지역이다.

## 전라북도의 역사

### 마한, 백제시대
유사 이래 마한의 영역이었다. 백제의 온조왕이 마한을 패망시키자 노령산맥 이북까지 백제의 영역으로 편입되고 그 이남에는 마한의 잔여세력이 백제의 영향력하에서 침미다례라는 소국집단을 형성되어 현재의 전라북도지역은 백제와 침미다례의 두 세력으로 양분되었다. 5세기 후반에 백제가 고구려의 공격으로 세력이 일시 쇠퇴하면서 호남지역에 대한 영향력이 약해지자 가야가 호남의 동부지역을 차지해 전라북도지역에서는 남원, 임실 일대를 중심으로 기문지방 형성했다. 그 후 무령왕치하의 백제는 국력을 회복한 후 침미다례를 병합하고 가야세력을 호남에서 축출하여 호남 전체가 백제의 영역으로 편입되었다. 백제는 전국을 5방(方)으로 구획하는 정방제를 실시하면서 고부군을 중심으로 중방(中方)을 설치했다.
660년 백제가 신라에 의해 패망하자 당나라는 백제의 고토를 가로채어 웅진 도독부를 설치했다. 웅진도독부는 전라북도일대에 정읍의 고사주, 익산 함열 일대의 노산주. 남원, 임실지방의 지심주의 3개주를 구획했다. 하지만 이 3주는 명목상의 행정구획으로 백제 부흥운동과 나당 전쟁으로 제구실을 할 수가 없었다.

### 완산주
676년 신라는 나당 전쟁을 승리로 이끌면서 백제의 전역과 고구려의 남부영역을 탈환했다. 고구려의 잔여지역에는 발해가 들어서서 당나라의 대 동방 침략야욕은 여지없이 분쇄되었다. 685년 신문왕5년에 전국의 행정구역을 9주로 재정비하면서 백제의 중부지방에 지금의 전주시일원을 치소로 완산주를 설치했다. 757년 전국의 행정구역명칭에 대한 개혁이 이루어지자 완산주도 전주(全州)로 개명했다. 그러나 그 이후에도 이전의 명칭이 공용되었다. 신라군은 이 지역에 거사물정(居斯勿停)이 주류했다.

### 완산주에서 전라북도로
신라말기가 되자 군웅의 할거로 행정체제가 유명무실화되어 각 지역이 지방호족에 의한 자치체제로 이행했다. 무진주에서 왕을 칭한 견훤은 완산주로 북진해 백제를 재건하고 연호를 정개로 정한 후 신라의 행정체제를 기준으로 국가체제를 정비했다. 후백제는 완산주를 중핵으로 북쪽의 웅천주와 동쪽의 강주까지 영토를 확장하고 태봉및 고려와 통일전쟁을 벌였다. 고려와의 전쟁에서는 후백제가 신라의 수도인 서라벌을 함락하여 경애왕을 참살하고 대구 팔공산에서 왕건의 고려군을 대파하는 등 세력을 떨쳤지만 이후 안동에서의 대회전에서 고려에 대파당한 뒤 세력이 약화되어 결국 936년 후백제는 고려에 패망했고 후삼국은 고려에 의해 재통일되었다. 983년 고려 성종 2년에 전국에 12목이 설치되기까지 전국은 호족 세력에 의한 지방자치가 계속되었다.
전라북도에는 12목중에 전주목이 설치되어 이때부터 중앙정부의 행정력이 미치기 시작했다. 995년 성종 14년에 전국이 10도로 개편되자 강남도(江南道)가 설치되었고 산하에 전주시 중심의 전주, 정읍 고부 중심의 영주, 순창 중심의 순주, 익산 중심의 마주의 4주(州)를 관할하였다. 강남도는 1018년 전국을 5도 양계로 다시 재편하면서 전남의 해양도(海陽道)와 합병해 두 도의 중심도시의 이름을 따서 전라도가 되었다. 전라도는 이따금씩 이름이 바뀌었다 되돌림 될 때도 있었지만 대부분 전라도로 계속 유지되었다. 1896년 전국이 13도제로 개편되자 전라도는 양분되어 남쪽의 전라남도와 함께 전라북도가 되었다. 2020년대 이후 전북특별자치도 설치 추진이 시작되어 2024년 1월 18일 전북특별자치도가 출범하였다.

## 행정구역
완산주에는 1개 소경 10개 군 31개 현이 소속되어 있었다. 한편 《삼국사기》 〈지리지〉에는 전주 소속 군현의 옛 지명을 대부분 백제의 지명으로 기록하고 있다. 아래 표에서 특별한 표시가 없는 옛 지명은 모두 백제의 지명이다.
| 군의 이름      | 원래 군명                                                  | 현재 지명                | 소속 현        | 원래 현명                                  | 현재 지명     |
| -------------- | ---------------------------------------------------------- | ------------------------ | -------------- | ------------------------------------------ | ------------- |
| 전주(全州)     | 백제 완산(完山) 신라 완산주(完山州)                        | 전라북도 전주시          | 두성현(杜城縣) | 두이현(豆伊縣) 또는 왕무(往武)             | 완주군 이서면 |
| 전주(全州)     | 백제 완산(完山) 신라 완산주(完山州)                        | 전라북도 전주시          | 금구현(金溝縣) | 구지지산현(仇知只山縣)                     | 김제시 금구면 |
| 전주(全州)     | 백제 완산(完山) 신라 완산주(完山州)                        | 전라북도 전주시          | 고산현(高山縣) | 고산현(高山縣)                             | 완주군 고산면 |
| 남원경(南原京) | 백제 고룡군(古龍郡) 신라 남원소경(南原小京)                | 전라북도 남원시          | -              | -                                          | -             |
| 대산군(大山郡) | 대시산군(大尸山郡)                                         | 전라북도 정읍시 칠보면   | 정읍현(井邑縣) | 정촌현(井村縣)                             | 정읍시        |
| 대산군(大山郡) | 대시산군(大尸山郡)                                         | 전라북도 정읍시 칠보면   | 빈성현(斌城縣) | 빈굴현(賓屈縣)                             | 정읍시 정우면 |
| 대산군(大山郡) | 대시산군(大尸山郡)                                         | 전라북도 정읍시 칠보면   | 야서현(野西縣) | 야서이현(也西伊縣)                         | 김제시 금산면 |
| 고부군(古阜郡) | 고사부리군(古沙夫里郡)                                     | 전라북도 정읍시 고부면   | 부령현(扶寧縣) | 개화현(皆火縣)                             | 부안군 부안읍 |
| 고부군(古阜郡) | 고사부리군(古沙夫里郡)                                     | 전라북도 정읍시 고부면   | 희안현(喜安縣) | 흔량매현(欣良買縣)                         | 부안군 보안면 |
| 고부군(古阜郡) | 고사부리군(古沙夫里郡)                                     | 전라북도 정읍시 고부면   | 상질현(尙質縣) | 상칠현(上漆縣)                             | 고창군 흥덕면 |
| 진례군(進禮郡) | 진잉을군(進仍乙郡)                                         | 충청남도 금산군          | 이성현(伊城縣) | 두시이현(豆尸伊縣) 또는 부시이(富尸伊)     | 무주군 부남면 |
| 진례군(進禮郡) | 진잉을군(進仍乙郡)                                         | 충청남도 금산군          | 청거현(淸渠縣) | 물거현(勿居縣)                             | 진안군 용담면 |
| 진례군(進禮郡) | 진잉을군(進仍乙郡)                                         | 충청남도 금산군          | 단천현(丹川縣) | 적천현(赤川縣)                             | 무주군 무주읍 |
| 덕은군(德殷郡) | 덕근군(德近郡) 또는 덕근지군(德近支郡) 또는 덕안성(德安城) | 충청남도 논산시 가야곡면 | 시진현(市津縣) | 가지나현(加知奈縣) 또는 가을내(加乙乃)     | 논산시        |
| 덕은군(德殷郡) | 덕근군(德近郡) 또는 덕근지군(德近支郡) 또는 덕안성(德安城) | 충청남도 논산시 가야곡면 | 여량현(礪良縣) | 지량초현(只良肖縣)                         | 익산시 여산면 |
| 덕은군(德殷郡) | 덕근군(德近郡) 또는 덕근지군(德近支郡) 또는 덕안성(德安城) | 충청남도 논산시 가야곡면 | 운제현(雲梯縣) | 지벌지현(只伐只縣) 또는 공벌공현(共伐共縣) | 완주군 화산면 |
| 임피군(臨陂郡) | 시산군(屎山郡) 또는 흔문(忻文)                             | 전라북도 군산시 임피면   | 함열현(咸悅縣) | 감물아현(甘勿阿縣)                         | 익산시 함라면 |
| 임피군(臨陂郡) | 시산군(屎山郡) 또는 흔문(忻文)                             | 전라북도 군산시 임피면   | 옥구현(沃溝縣) | 마서량현(馬西良縣)                         | 군산시 옥구읍 |
| 임피군(臨陂郡) | 시산군(屎山郡) 또는 흔문(忻文)                             | 전라북도 군산시 임피면   | 회미현(澮尾縣) | 부부리현(夫夫里縣)                         | 군산시 회현면 |
| 김제군(金堤郡) | 벽골군(碧骨郡)                                             | 전라북도 김제시          | 만경현(萬頃縣) | 두내산현(豆乃山縣)                         | 김제시 만경읍 |
| 김제군(金堤郡) | 벽골군(碧骨郡)                                             | 전라북도 김제시          | 평고현(平皐縣) | 수동산현(首冬山縣)                         | 김제시 용지면 |
| 김제군(金堤郡) | 벽골군(碧骨郡)                                             | 전라북도 김제시          | 이성현(利城縣) | 내리아현(乃利阿縣)                         | 김제시 청하면 |
| 김제군(金堤郡) | 벽골군(碧骨郡)                                             | 전라북도 김제시          | 무읍현(武邑縣) | 무근촌현(武斤村縣)                         | 김제시 성덕면 |
| 순화군(淳化郡) | 도실군(道實郡)                                             | 전라북도 순창군          | 적성현(磧城縣) | 역평현(礫坪縣)                             | 순창군 적성면 |
| 순화군(淳化郡) | 도실군(道實郡)                                             | 전라북도 순창군          | 구고현(九皐縣) | 돌평현(堗坪縣)                             | 임실군 청웅면 |
| 금마군(金馬郡) | 금마저군(金馬渚郡)                                         | 전라북도 익산시 금마면   | 옥야현(沃野縣) | 소력지현(所力只縣)                         | 익산시        |
| 금마군(金馬郡) | 금마저군(金馬渚郡)                                         | 전라북도 익산시 금마면   | 야산현(野山縣) | 알야산현(閼也山縣)                         | 익산시 낭산면 |
| 금마군(金馬郡) | 금마저군(金馬渚郡)                                         | 전라북도 익산시 금마면   | 우주현(紆洲縣) | 우소저현(于召渚縣)                         | 완주군 봉동읍 |
| 벽계군(壁溪郡) | 백이군(伯伊郡)                                             | 전라북도 장수군 장계면   | 진안현(鎭安縣) | 난진아현(難珍阿縣)                         | 진안군 진안읍 |
| 벽계군(壁溪郡) | 백이군(伯伊郡)                                             | 전라북도 장수군 장계면   | 고택현(高澤縣) | 우평현(雨坪縣)                             | 장수군 장수읍 |
| 임실군(任實郡) | 임실군(任實郡)                                             | 전라북도 임실군          | 마령현(馬靈縣) | 마돌현(馬突縣) 또는 마진(馬珍)             | 진안군 마령면 |
| 임실군(任實郡) | 임실군(任實郡)                                             | 전라북도 임실군          | 청웅현(靑雄縣) | 거사물현(居斯勿縣)                         | 임실군 지사면 |

## 완산주와전라북도의 영역차이
신라시대의 완산주와 현재의 전북특별자치도는 기본영역이 거의 같다. 북쪽으로는 덕은군이 있는 충남의 논산시 가야곡면지역과 진례군이 있는 금산군 일부가 들어오고 대신에 동쪽으로 무주시 동쪽 2면에 있던 무풍현이 사벌주에, 남원시 운봉읍 중심의 운봉현이 강주에,현재 고창군 일대에 있던 3개현이 남쪽의 무진주에 편입되어서 전라북도 쪽이 약간 더 넓다.

## 완산정
《삼국사기》는 555년(진흥왕 16년)에 비사벌(현 경상남도 창녕군)에 완산주를 설치하였다고 기록하고 있다. 이에 대해서는 김부식이 비사벌에 설치했던 하주정(下州停)과 이를 폐지하고 설치된 완산정(完山停)을 혼동해 기록한 것으로 보는 것이 통설이다.
신라의 지역 최고 군사조직인 6정 중 완산정(完山停)은 원래 하주정(下州停)이었다. 685년(신문왕 5년)에 하주정을 폐지하고 완산정을 두었다. 하주정은 555년에 비사벌에 하주(下州)를 설치할 때 창설되었고, 이후에는 전세(戰勢)에 따라 치소(治所)가 이동해 565년 대야(大耶), 642년(선덕여왕 11년) 압량, 661년(태종무열왕 8년) 다시 대야로 옮겼다가 685년에 완산주(현 전북특별자치도 전주시)가 설치될 때 폐지되었다.

## 같이 보기
- 신라의 행정 구역
- 전북특별자치도